# Hubert Prats
Pour les articles homonymes, voir Prats.
Pas d'image ? Cliquez ici

a Compétitions nationales et continentales officielles uniquement.

Hubert Prats, né le 17 octobre 1923 à Perpignan (Pyrénées-Orientales) et mort le 23 mars 2005 à Gordes (Vaucluse), est un joueur de rugby à XIII, évoluant au poste de demi de mêlée.
Natif de Perpignan, il pratique dès ses seize ans le rugby à XIII au sein du club perpignanais le XIII Catalan dès la saison 1938-1939. Après la Seconde Guerre mondiale, il rejoint le club de S.U. Cavaillon où il forme la charnière avec son frère Hildebert Prats. Au cours de sa carrière, il dispute des rencontres avec la sélection des Catalans de France qui ont terrassé l'équipe d'Australie 20 à 5 le 26 décembre 1948, au stade Jean-Laffon de Perpignan.

## Biographie
Composition des Catalans :